# Алиса в Страната на чудесата (филм, 2010)
Вижте пояснителната страница за други значения на Алиса в Страната на чудесата.
„Алиса в Страната на чудесата“ (на английски: Alice in Wonderland) е фентъзи филм от 2010, режисиран от Тим Бъртън, част от едноименния франчайз. Адаптация по романите на Луис Карол Алиса в страната на чудесата и Алиса в Огледалния свят, филмът използва техника, комбинираща живата игра с motion capture технология и stop motion анимация. Миа Вашиковска играе ролята на Алиса, заедно с Джони Деп като Лудия шапкар, Хелена Бонъм Картър като Червената кралица и Ан Хатауей в ролята на Бялата кралица.
Премиерата на филма е на 5 март 2010, а самият филм се очаква за Disney Digital 3-D и IMAX 3-D, заедно с двуизмерния формат на лентата.

## Актьорски състав
- Миа Вашиковска в ролята на Алиса Кингсли
- Джони Деп в ролята на Лудия шапкар
- Хелена Бонъм Картър в ролята на Ирасебет, Червената кралица
- Ан Хатауей в ролята на Мирана, Бялата кралица
- Криспин Глоувър в ролята на Илосович Стейн, Вале купа
- Мат Лукас в ролята на Туидълди и Туидълдум
- Майкъл Шийн озвучава Белият заек
- Алън Рикман озвучава Гъсеницата Абсолем
- Стивън Фрай озвучава Чешърският котарак
- Кристофър Лий озвучава Джабъруоки
- Барбара Уиндзър озвучава Сънливецът Малиъмкин
- Пол Уайтхаус озвучава Мартенският заек
- Майкъл Гоф озвучава Додо
- Тимъти Спол озвучава Хрътката Беярд

## В България
В България филмът е излъчен на 8 Март 2015 г. по Нова телевизия с български войсоувър дублаж на Нова Броудкастинг Груп. Екипът се състои от:
| Озвучаващи артисти  | Даниела Йорданова Здравко Методиев Александър Митрев Христина Ибришимова Александър Воронов Лиза Шопова |
| Тонрежисьор         | Ирина Ценкова                                                                                           |
| Режисьор на дублажа | Димитър Кръстев                                                                                         |